# محكمة المياه (بلنسية)
محكمة المياة في بلنسية هي لجنة تحكيم الري مسؤولة عن تسوية النزاعات على مياه الري بين المزارعين، التي لها اختصاص المحكمة، وفي سبتمبر 2009، أدرجتها منظمة اليونيسكو ضمن أهم المعالم التراثية التي يجب الحفاظ عليها. تأسست من عهد الخليفة عبد الرحمن الناصر لدين الله عام 960، وكانت تعقد كل يوم خميس.